# Station Mińsk Mazowiecki
Station Mińsk Mazowiecki is een spoorwegstation in de Poolse plaats Mińsk Mazowiecki.